# Jon Nödtveidt
Pour les articles homonymes, voir Nödtveidt.
Jon Nödtveidt fut le chanteur et le guitariste du groupe Dissection depuis sa création en 1989, jusqu'à son décès, en 2006.
Nödtveidt a aussi joué dans d'autres groupes, entre autres The Black (en tant que Rietas), De Infernali, Nifelheim, Ophthalamia (en tant que Shadow), Satanized, Siren's Yell.
Il a aussi été journaliste à Metal Zone, où il chroniquait l'évolution de la scène black metal.
Il était un membre du Misanthropic Luciferian Order, maintenant connu en tant que Temple of the Black Light, et de la Werewolf Legion, un gang suédois qui ne doit pas être confondu avec le Russian Werewolf Legion. Contrairement à la croyance populaire, il n'en était pas le cofondateur, mais « a été introduit par des amis proches dans les débuts. »
Nödtveidt a été arrêté en 1997 pour sa participation au meurtre d'un homosexuel algérien, Josef ben Meddour. Il sortit de prison en 2004, et relança Dissection.

## Biographie
Né le 28 juin 1975, Jon fait sa première apparition dans le monde du metal avec la création en 1988 d'un groupe de thrash metal, Siren's Yell, alors âgé de treize ans. Le groupe a juste le temps de sortir une démo avant de se dissoudre. C'est sur ces bases que Jon créa le groupe qui le fit connaître au monde entier, Dissection.
Huit ans après la création de son groupe de black/death metal, Jon fut arrêté pour sa participation au meurtre d'un homosexuel algérien, Josef ben Meddour. Condamné à huit ans de prison, il cessa toute activité musicale pendant de nombreuses années, jusqu'à avoir le droit de reprendre sa guitare et de pouvoir jouer lors de son incarcération.
Jon Nödtveidt a toute sa vie eu foi en ses croyances satanistes, ce qui lui attira quelques ennuis, comme par exemple lorsque Dissection a vu sa participation à un festival israélien annulé, sur la demande de Dave Mustaine, qui n'acceptait pas de jouer aux côtés d'un homme qui blasphémait la parole divine. Il était par ailleurs membre du MLO (Misanthropic Luciferian Order).
Cependant, Jon garda sa foi en ses croyances jusqu'à son suicide, peu après la dissolution du groupe. 
Concernant son opinion sur le suicide, voici ce qu'il affirmait : « Le sataniste décide de sa vie, comme de sa mort. Il préfère partir avec un sourire aux lèvres au summum de son existence, lorsqu'il estime avoir tout accompli sur terre. Mais il est totalement anti-satanique de se supprimer parce que l'on est triste ou malheureux. Le sataniste meurt fièrement, ni de vieillesse, ni de maladie ou de dépression et choisit la mort plutôt que le déshonneur. La mort est l'orgasme de la vie ! Vivez ainsi, de la manière la plus intense possible ».
Il fut retrouvé mort par balle dans son appartement, le 13 août 2006, aux côtés d'un grimoire ouvert - et non pas d'une Bible satanique, comme l'ont affirmé les médias - et au milieu d'un cercle de bougies allumées.

## Équipement[1]
- Boss MT-2 Metal zone
- Boss Digital Delay [2]
- Marshall JCM900
- Gibson Les Paul

## Discographie
Avec De Infernali :
- Symphonia De Infernali (1997)

Avec Dissection :
- The Grief Prophecy (Demo, 1990)
- Into Infinite Obscurity (EP, 1991)
- The Somberlain (1993)
- Storm of the Light's Bane (1995)
- Where Dead Angels Lie (EP, 1996)
- The Past Is Alive (Compilation, 1997)
- Live Legacy(Live, 2003)
- Reinkaos (2006)

Avec Thunder :
- Gränslös Musik - Guilty of love, Dreams (Compilation, 1988)[3]

Avec Ophtalamia :
- A Journey in Darkness (1994)

Avec The Black :
- Black Blood (Demo, 1992)
- The Priest of Satan (1994)